# Alphaville (Brasilien)

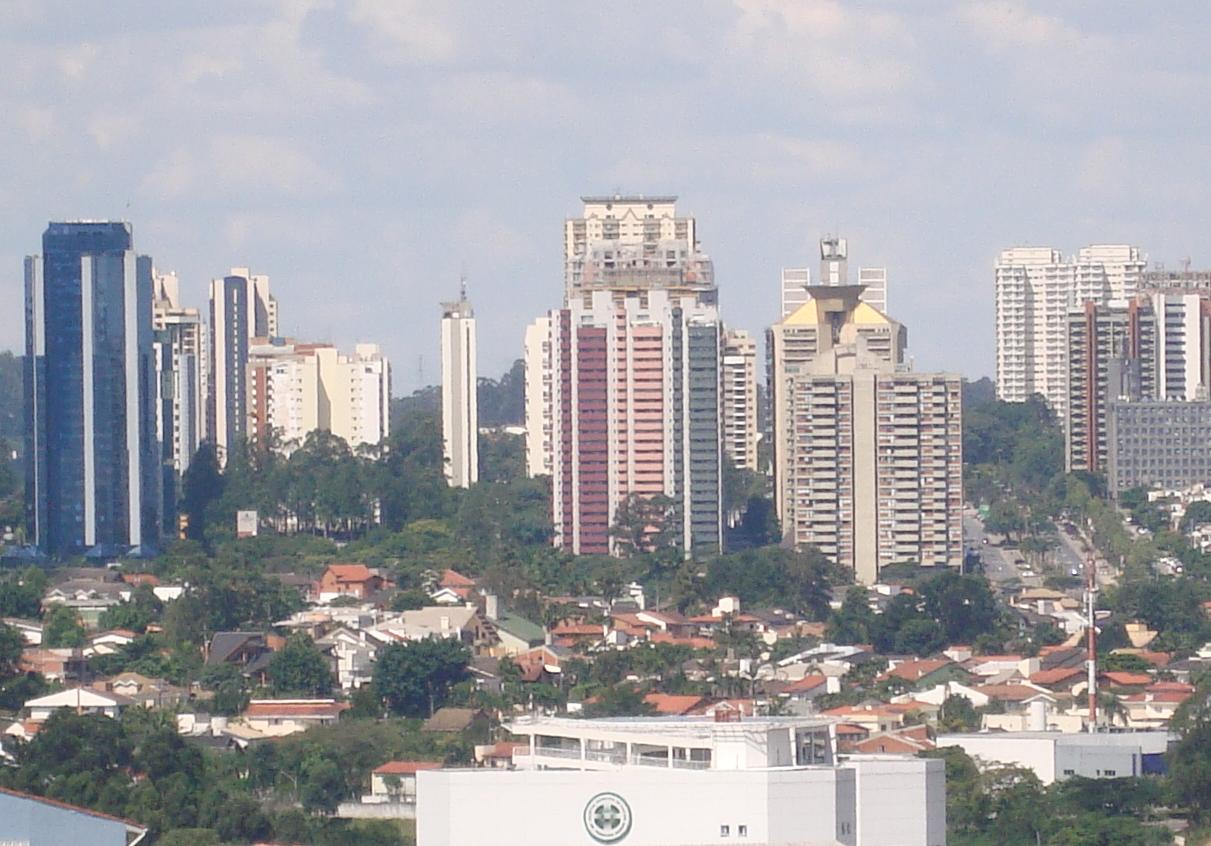
Alphaville, Barueri, 2009

Alphaville ist ein privat entwickeltes Immobilienprojekt mit 33 geschlossenen Wohnsiedlungen und mehr als 20.000 Einfamilienhäusern und Villen, das sich in den Städten Barueri und in Santana de Parnaíba in der westlichen Metropolregion São Paulos befindet. Mit dem Namen Alphaville (nach dem ersten Buchstaben des griechischen Alphabetes Alpha und dem französischen Wort Ville für Wohnsiedlung, Stadt) sollte die Einmaligkeit und Vorbildhaftigkeit des Projektes einer zukünftigen städtischen Wohnkultur versinnlicht werden.
Barueri zählt zu den reichsten Städten Brasiliens, in der rund 266.000 Menschen auf 64,2 km² leben. Hinter einem sechs Meter hohen und fünf Kilometer langen Betonwall leben heute 50.000 Menschen. Das Projekt wurde von Yoshiro Takaoka und Renato Albuquerque, zwei jungen Bauingenieuren, im Jahr 1973 begonnen. Es sollte zunächst ein Gewerbepark für IT-Unternehmen und Leichtindustrie werden. Inzwischen ist das Konzept Alphaville auch in anderen Regionen Brasiliens realisiert und auch weltweit kopiert worden.

## Geschichte
Zur Planungszeit herrschte in Brasilien ein Militärregime das die Modernisierung des Landes autokratisch forcierte. In der Großstadt São Paulo begann ein steigender Trend bei Kriminalitätsraten, Staus und andere Formen des städtischen Unwohlseins. Immer mehr wurden Entwicklungen populärer, die sowohl den modernen Industrie- und Handelsunternehmen sowie der  wohlhabenden und oberen Mittelschicht der Stadt entgegen kamen. Das Unternehmen kaufte große Farmlandflächen auf und begann mit der Urbanisierung. Die damals neu gebaute Rodovia Castelo Branco garantierte zudem einen schnellen und einfachen Zugang zwischen der City von São Paulo und den neuen Außenbezirken. Zunächst wurden die Grundstücke nur für gewerbliche und industrielle Entwicklung verkauft, bald jedoch stieg die Nachfrage nach Gelände zu reinen Wohnzwecken. Die Wohngrundstücke zu geschlossenen Wohnsiedlungen (für den Aufbau von Familienhäusern) waren schnell ausverkauft.

## Merkmale

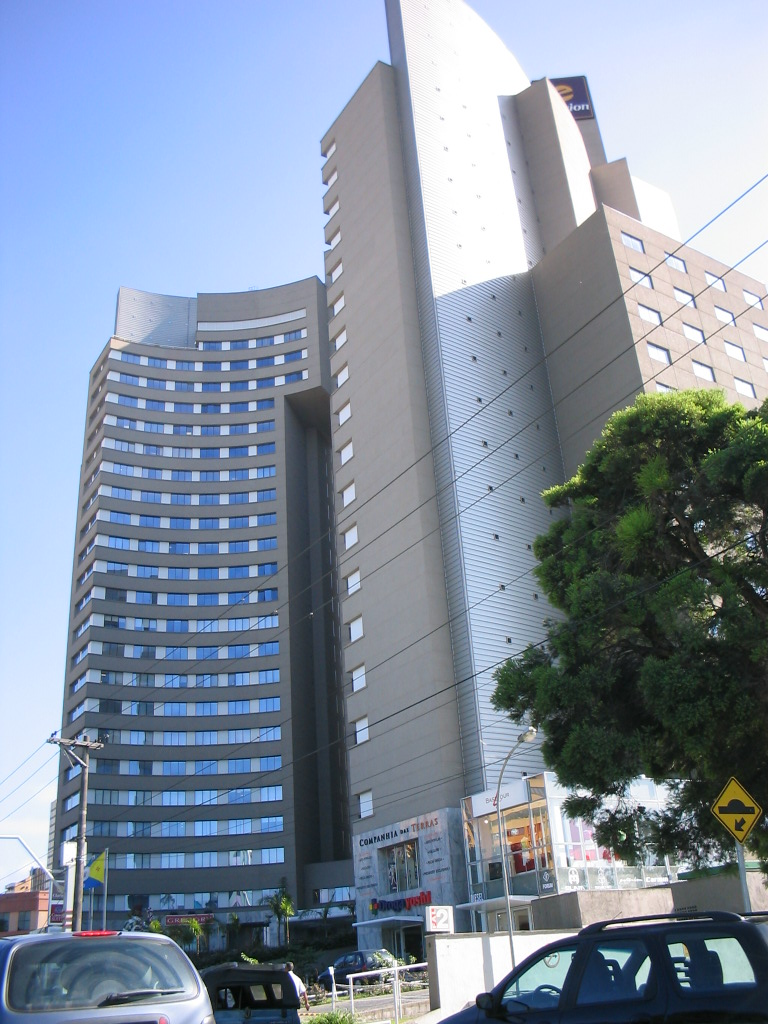
Geschäftshaus im Geschäftszentrum von Alphaville.

Neben den geschlossenen Wohnsiedlungen („condomínios fechados“), existiert eine vollständige Infrastruktur mit Einkaufscenter, Ärzten, Kliniken, Apotheken, Banken, Schulen, Universitäten, Hotels, Kinos etc. sowie Wohnhochhäusern, die sich außerhalb der abgeschlossenen Wohnsiedlungen befinden. Das Konzept wurde von Yoshiro Takaoka und Renato Albuquerque, zwei jungen Bauingenieuren, im Jahr 1973 entwickelt. Es sollte zunächst ein Gewerbepark für IT-Unternehmen und Leichtindustrie werden. Zusätzlich existiert ein Geschäftszentrum mit vielen Geschäftstürmen und mehr als 120.000 Arbeitsplätzen und 2500 Büros (Centro Commercial). Zusammen mit dem Projekt Cidade Tamboré von Arthur Castilho de Ulhôa Rodrigues und Elbio Fernández Mera und weiteren Einzelvorhaben, kann das Gebiet als neue Typologie einer privat entwickelten Satellitenstadt (NeoTown) gedeutet werden. Der Anteil von AlphaVille umfasst circa 1400 Hektar, Tamboré ist 1200 Hektar groß, zusätzliche angegliederte Projekte belaufen sich auf weitere 1000 Hektar.
Etwa 25 Kilometer außerhalb der Metropole São Paulo gelegen leben dort etwa 50.000 Menschen in vollständig von der Außenwelt abgeschotteten 33 Wohnsiedlungen. Drei Meter hohe Mauern, allgegenwärtiges Sicherheitspersonal und strenge Zugangskontrollen sollen dem Sicherheitsbedürfnis der zahlungskräftigen Bewohner Genüge tun. Wichtig sind auch das Bedürfnis nach Investitionssicherheit, Life-Style Aspekte und die Nähe zur Natur. Ebenfalls von Yoshiro Takaoka wurde 1979 der Siedlungsverband 'Aldeia da Serra' (übersetzt etwa 'Bergdorf') gegründet, das sich ca. 7 km westlich von Alphaville auf ca. 1000 m Seehöhe befindet.
Da sich aber das Unternehmen Alphaville zu einem international tätigen Projektentwickler von Gated Communitys entwickelt hat und diese in vielen brasilianischen Großstädten entwickelt, ist der Begriff Alphaville zu einer starken Marke und Synonym für premium Immobilien in Form von Gated Communities („loteamento fechado“) in Brasilien geworden.